# Bohars
Bohars är en kommun i departementet Finistère i regionen Bretagne i västra Frankrike. Kommunen ligger i kantonen Brest-Cavale-Blanche-Bohars-Guilers som tillhör arrondissementet Brest. År 2022 hade Bohars 3 671 invånare.

## Befolkningsutveckling
Antalet invånare i kommunen Bohars
Referens:INSEE